# Analita
Si definisce analita una specie chimica che deve essere determinata durante un'analisi chimica.
L'individuazione dell'analita è una parte fondamentale nella definizione del problema analitico. La sua determinazione può avvenire con metodi assoluti o relativi. Nel caso dei metodi assoluti, la quantità di analita viene determinata sfruttando la correlazione con delle costanti fondamentali accuratamente note, mentre nei metodi relativi (più comuni) si effettua la misurazione di specifici parametri del campione in esame che permettono di stabilire la relazione tra il parametro misurato e la quantità di analita; in questo caso si fa sovente uso di curve di taratura.